# Atletica leggera alla XXIX Universiade - 110 metri ostacoli
I 110 metri ostacoli alla XXIX Universiade si sono svolti tra il 26 ed il 27 agosto 2017.

## Podio
| Oro     | Balázs Baji Ungheria       |
| Argento | Chen Kuei-ru Taipei Cinese |
| Bronzo  | Damian Czykier Polonia     |

## Risultati

### 1º turno
Passano in semifinale i primi tre atleti di ogni batteria (Q) e i quattro atleti con i migliori tempi tra gli esclusi (q).

Vento:

Batteria 1: 0,0 m/s, Batteria 2: -2,4 m/s, Batteria 3: -4,0 m/s, Batteria 4: -2,8 m/s
| Posizione | Batteria | Nome                     | Nazione       | Tempo | Note |
| --------- | -------- | ------------------------ | ------------- | ----- | ---- |
| 1         | 4        | Chen Kuei-ru             | Taipei Cinese | 13.74 | Q    |
| 2         | 2        | Balázs Baji              | Ungheria      | 13.84 | Q    |
| 3         | 1        | Gabriel Constantino      | Brasile       | 13.88 | Q    |
| 4         | 1        | Yang Wei-ting            | Taipei Cinese | 13.89 | Q    |
| 5         | 4        | Simon Krauss             | Francia       | 13.91 | Q    |
| 6         | 4        | Nicholas Hough           | Australia     | 13.93 | Q    |
| 7         | 1        | Amere Lattin             | Stati Uniti   | 13.95 | Q    |
| 8         | 2        | Shusei Nomoto            | Giappone      | 14.03 | Q    |
| 9         | 3        | Taio Kanai               | Giappone      | 14.07 | Q    |
| 10        | 3        | Sekou Kaba               | Canada        | 14.07 | Q    |
| 11        | 4        | Rapolas Saulius          | Lituania      | 14.10 | q    |
| 12        | 2        | Tshepo Lefete            | Sudafrica     | 14.15 | Q    |
| 13        | 3        | Damian Czykier           | Polonia       | 14.30 | Q    |
| 14        | 1        | Vyacheslav Zems          | Kazakistan    | 14.32 | q    |
| 15        | 2        | Václav Sedlák            | Rep. Ceca     | 14.35 | q    |
| 15        | 4        | Kim Gyeong-tae           | Corea del Sud | 14.35 | q    |
| 17        | 4        | Ingvar Moseley           | Canada        | 14.36 |      |
| 18        | 2        | Jonathan Mendes          | Brasile       | 14.40 |      |
| 19        | 1        | Cosmin Dumitrache        | Romania       | 14.49 |      |
| 19        | 3        | Joshua Hawkins           | Nuova Zelanda | 14.49 |      |
| 21        | 3        | Ahmad Hazer              | Libano        | 14.97 |      |
| 22        | 2        | Akhila Imantha Nilaweera | Sri Lanka     | 15.14 |      |
| 23        | 2        | Alvin Vergel             | Filippine     | 15.17 |      |
| 24        | 3        | Florian Some             | Burkina Faso  | 15.60 |      |
|           | 1        | Lebone Mkatini           | Sudafrica     | DNS   |      |

### Semifinali
Passano in finale i primi tre atleti di ogni batteria (Q) e i due atleti con i migliori tempi tra gli esclusi (q).
Vento:

Batteria 1: +0,9 m/s, Batteria 2: -2,0 m/s
| Posizione | Batteria | Nome                | Nazione       | Tempo | Note                          |
| --------- | -------- | ------------------- | ------------- | ----- | ----------------------------- |
| 1         | 1        | Damian Czykier      | Polonia       | 13.57 | Q                             |
| 2         | 1        | Chen Kuei-ru        | Taipei Cinese | 13.63 | Q                             |
| 3         | 1        | Taio Kanai          | Giappone      | 13.66 | Q                             |
| 4         | 2        | Balázs Baji         | Ungheria      | 13.67 | Q                             |
| 5         | 1        | Nicholas Hough      | Australia     | 13.70 | q                             |
| 6         | 2        | Shusei Nomoto       | Giappone      | 13.79 | Q                             |
| 7         | 1        | Sekou Kaba          | Canada        | 13.82 | q,                            |
| 8         | 2        | Gabriel Constantino | Brasile       | 13.94 | Q                             |
| 9         | 2        | Tshepo Lefete       | Sudafrica     | 13.95 |                               |
| 10        | 1        | Rapolas Saulius     | Lituania      | 14.06 |                               |
| 10        | 2        | Yang Wei-ting       | Taipei Cinese | 14.06 |                               |
| 12        | 1        | Kim Gyeong-tae      | Corea del Sud | 14.11 | Miglior prestazione personale |
| 13        | 2        | Václav Sedlák       | Rep. Ceca     | 14.25 |                               |
| 14        | 2        | Vyacheslav Zems     | Kazakistan    | 14.45 |                               |
|           | 1        | Simon Krauss        | Francia       | DQ    | R168.7b                       |
|           | 2        | Amere Lattin        | Stati Uniti   | DQ    | R168.7a                       |

### Finale
| Pos. | Corsia | Nome                | Nazionalità   | Tempo           | Note                          |
| ---- | ------ | ------------------- | ------------- | --------------- | ----------------------------- |
|      | 6      | Balázs Baji         | Ungheria      | 13"35           |                               |
|      | 5      | Chen Kuei-ru        | Taipei Cinese | 13"55           | Miglior prestazione personale |
|      | 4      | Damian Czykier      | Polonia       | 13"56           |                               |
| 4    | 8      | Taio Kanai          | Giappone      | 13"69           |                               |
| 5    | 7      | Shusei Nomoto       | Giappone      | 13"71           |                               |
| 6    | 2      | Nicholas Hough      | Australia     | 13"73           |                               |
| 7    | 3      | Sekou Kaba          | Canada        | 13"87           |                               |
| 8    | 9      | Gabriel Constantino | Brasile       | DQ              | R168.7                        |
|      |        |                     |               | Vento: -0,5 m/s |                               |